# 18289 Yokoyamakoichi
18289 Yokoyamakoichi este o planetă minoră (asteroid) din centura de asteroizi. A fost descoperită pe 22 octombrie 1976 la Kiso Observatory⁠(d) de Hiroki Kosai⁠(d). 
Obiectul prezintă o orbită caracterizată de o semiaxă mare de 2,8140678 UAi, o excentricitate de 0,18, o înclinație de 12,1996 ° în raport cu ecliptica.